# Ortved
Ortved ist ein Ort auf der dänischen Insel Seeland. Er gehört zur Gemeinde Ringsted in der Region Sjælland und zählt 255 Einwohner (Stand 1. Januar 2023).

## Entwicklung der Einwohnerzahl
| Jahr           | Einwohner |
| -------------- | --------- |
| 1. Januar 1976 | 253       |
| 1. Januar 1981 | 265       |
| 1. Januar 1986 | 255       |
| 1. Januar 1990 | 239       |
| 1. Januar 1996 | 216       |
| 1. Januar 2000 | 239       |
| 1. Januar 2004 | 246       |
| 1. Januar 2008 | 242       |
| 1. Januar 2009 | 230       |
| 1. Januar 2010 | 239       |

## Verkehr
Ortved liegt an der Primærrute 14 (Roskilde–Næstved) nordöstlich von Ringsted.

## Verwaltungszugehörigkeit
- 1. April 1970 bis 31. Dezember 2006: Ringsted Kommune, Vestsjællands Amt
- seit 1. Januar 2007: Ringsted Kommune, Region Sjælland